# 독일 필드하키 국가대표팀
독일 필드하키 국가대표팀(독일어: Deutsche Hockeynationalmannschaft)은 독일을 대표하여 국제 필드하키 경기에 참가하는 국가대표팀으로 독일 하키 연맹에 의해 운영된다. 세계에서 가장 큰 성과를 거둔 필드하키 대표팀 중 하나로 올림픽과 하키 월드컵, 유럽 선수권 대회에서 모두 우승을 거둔 팀 중 하나이다.